# Ульянов, Михаил Иванович
Михаи́л Ива́нович Улья́нов (род. 23 августа 1958, Москва) — российский государственный служащий, дипломат. Постоянный представитель Российской Федерации при международных организациях в Вене с 23 января 2018 года.

## Биография
Михаил Ульянов в 1980 году окончил Московский государственный историко-архивный институт (МГИАИ) и поступил на дипломатическую службу. Владеет английским языком.
В 1980—1986 годах — сотрудник Историко-дипломатического управления Министерства иностранных дел СССР.
В 1986—1990 годах — сотрудник Управления международных организаций МИД СССР.
В 1990—1995 годах — сотрудник Постоянного представительства СССР (с 1991 — России) при ООН в Нью-Йорке.
В 1995—1998 годах — сотрудник Департамента международных организаций Министерства иностранных дел Российской Федерации.
В 1998—2002 годах — сотрудник Постоянного представительства России при НАТО в Брюсселе.
В 2002—2004 годах — начальник отдела Департамента международных организаций МИД России.
С января 2004 по сентябрь 2006 года — заместитель директора Департамента по вопросам безопасности и разоружения МИД России.
С сентября 2006 года — руководитель российской делегации на венских переговорах по вопросам военной безопасности и контроля над вооружениями.
С марта 2011 по апрель 2014 года — директор Департамента по вопросам безопасности и разоружения МИД России. В апреле 2014 года департамент упразднён и на его основе создан Департамент по вопросам нераспространения и контроля над вооружениями.
С апреля 2014 по январь 2018 года — директор Департамента по вопросам нераспространения и контроля над вооружениями МИД России.
С 23 января 2018 года — постоянный представитель Российской Федерации при международных организациях в Вене (Австрия).

### Во время российской войны против Украины
12 августа 2022 года заявил, что антироссийские санкции полностью провалились. 20 августа 2022 года в ответ на публикацию Президента Украины Владимира Зеленского с благодарностью за военную поддержку США в официальном канале Твиттер Ульянов написал: «Никакой пощады украинскому населению». В своём комментарии он уточнил, что так к украинцам относится не он, а их власти. Впоследствии он удалил свой пост, извинившись и сказав «Я забыл, с кем имею дело». Попытки обвинить его в призыве к геноциду украинского народа Ульянов назвал возмутительными, объяснив свою публикацию тем, что украинские власти не желают урегулировать военный конфликт дипломатическим путём.

## Семья
Женат, имеет дочь.

## Награды
- Орден Дружбы (16 октября 2012) — За большой вклад в реализацию внешнеполитического курса и укрепление международных позиций Российской Федерации, подготовку высококвалифицированных кадров и многолетнюю добросовестную работу[6].

- Орден Почёта (2018)
- Орден Александра Невского (2023)

## Дипломатический ранг
- Чрезвычайный и полномочный посланник 2 класса (25 мая 2006)[7]
- Чрезвычайный и полномочный посланник 1 класса (1 мая 2012)[8]
- Чрезвычайный и полномочный посол (10 февраля 2017)[9]